# Kamyk (województwo małopolskie)
Kamyk – wieś w Polsce położona w województwie małopolskim, w powiecie bocheńskim, w gminie Łapanów.
| SIMC    | Nazwa        | Rodzaj    |
| ------- | ------------ | --------- |
| 0823173 | Podjawor     | część wsi |
| 0823196 | Wierzchowina | część wsi |
| 0823204 | Zarzecze     | część wsi |

W latach 1975–1998 miejscowość administracyjnie należała do województwa tarnowskiego.
Pod względem geograficznym znajduje się na Pogórzu Wiśnickim. Zabudowania i pola miejscowości znajdują się w dolinie rzeki Stradomka.